# 韓國時報
《韓國時報》（韓語：코리아타임스）是一份以英文發行的韓國報紙，也是韓國最老牌的三家英文報之一。

## 历史
於1950年11月1日由韓國政治人物、女性主義者金活蘭創辦，今日韓國時報是韓國主要韓文報紙韓國日報（한국일보；Hankook Ilbo）的姊妹報之一，報社總部設於首爾市西大門區。

## 外部連結
- 韓國時報首頁 （页面存档备份，存于）